# Liberiet
Liberiet er en stor bygning beliggende i det centrale Lund i Skåne lige syd for Lunds domkirke. 
Bygningen har været domkapitels bibliotek. I dag huser Liberiet bland andet et cafe.
- Wikimedia Commons har flere filer relateret til Liberiet

55°42′13″N 13°11′38″Ø / 55.70361°N 13.19389°Ø